# Аргишти I
Аргишти I (Аргишти, сын Менуа) — царь государства Урарту с 786 по 764 год до н. э. Успешно отразил атаки Ассирии, расширил границы Урарту в Закавказье, основал город Эребуни на окраине современного Еревана.
Лингвист П. Зиманский полагает, что в урартской клинописи знак š мог означать звук s (как в хеттской), поэтому имя могло звучать как Аргисти. Лингвист Армен Петросян вслед за библеистом и филологом Р. Эйслером, что имя Аргишти может иметь индоевропейскую этимологию и сопоставимо с арм. արեգ (Areg, «бог солнца», «солнце»), фригийским ΑΡΕJΑΣΤΙΝ (Areyastin, эпитет великой матери) и др.-греч. ἀργεστής (argestes, «сияющий, блестящий, белый, яркий»). Кроме того, Ti (Di) означало «бог» на протоармянском языке. Этимологически он представлен армянским словообразованием «ара» и «гехецик» (на арм. «արա» և «գեղեցիկ»): «ара»/«айр» в армянском языке означает «мужчина» (иногда и обращение к мужскому полу), а «гехецик» в данном словообразовании означает «прекрасная внешность»․
В период правления Аргишти I Урарту находилось в зените своего могущества. Завоевания отца Аргишти I, Менуа, перерезали пути стратегических поставок железа и лошадей из Малой Азии в Ассирию, что придало Урарту важное преимущество перед соседней Ассирией. Былое могущество Ассирии в Передней Азии перешло, таким образом, к Урарту. Аргишти I, однако, не пытался завоевать Ассирию, а лишь успешно отражал её попытки вернуть себе потерянные торговые пути. Кроме этого, Аргишти I предпринял ряд успешных походов в страну Мана, которая надолго попала под урартское влияние, а также существенно продвинул границы Урарту в Закавказье. Здесь во время правления Аргишти I был основан город Аргиштихинили на месте современного Армавира и город-крепость Эребуни на холме Арин-Берд вблизи современного Еревана, первоначальное население которого составили пленные «страны Хати». Крепость Эребуни использовалась в дальнейшем урартскими войсками для походов вглубь района озера Севан.
Сила урартского оружия периода правления Аргишти I обеспечила стабильность внутри страны. Огромный объём строительства оросительных каналов, проделанный отцом Аргишти I, Менуа, и внутренняя стабильность способствовали развитию сельского хозяйства Урарту и обогащению страны. По-видимому, основная активность Аргишти I была сосредоточена в Закавказье, на территории современной Армении — именно здесь было обнаружено двенадцать из известных девятнадцати надписей Аргишти I. Возможно, в городах Аргиштихинили и Эребуни существовали резиденции Аргишти I. На территории Закавказья Аргишти I продолжил деятельность своего отца — развивал сельское хозяйство, сажал виноградники, проводил оросительные каналы.